# Abfaltersbach
Abfaltersbach est une commune autrichienne du district de Lienz dans le Tyrol.